# Koninklijk Harmoniegezelschap OBK Zeist
Het Koninklijk Harmoniegezelschap 'Oefening Baart Kunst' Zeist is opgericht op 1 november 1906. In 1948 ontving de vereniging het predicaat Koninklijk.
De vereniging heeft een rijke muzikale traditie en groeide in de jaren '70 en '80 uit tot de grootste muziekvereniging van Zeist met een harmonieorkest, leerlingenorkest, twee majorettenpelotons, een trompetterkorps (later drum- en lyraband) en een jeugddrumband. Gedurende vijf jaar heeft de vereniging ook een eigen bigband gehad (The Woodchapel Bigband). O.B.K. Zeist bestaat nu uit een harmonieorkest van ruim 70 leden met als dirigent Ghislain Bellefroid.   Voor Bellefroid was Arnold Span dirigent van 2013 tot 2024. Daarvoor Gert D. Buitenhuis. Hij was de dirigent van 1973 tot 2013.
De vereniging zetelt sinds 1986 in de Boskapel, het voormalig koetshuis van landgoed Pavia aan de Laan van Beek en Royen te Zeist.
De vereniging is aangesloten bij de Koninklijke Nederlandse Muziek Organisatie en de lokale podiumbelangenorganisatie FAP.